# Estación de Puente Genil
Estación de Puente Genil vasútállomás Spanyolországban, Puente Genil településen.

## Vasútvonalak
Az állomást az alábbi vasútvonalak érintik:
- Córdoba–Málaga-vasútvonal

## Kapcsolódó állomások
A vasútállomáshoz az alábbi állomások vannak a legközelebb:
- Estación de Aguilar de la Frontera
- Estación de Casariche